# 1908 en aéronautique
Chronologie de l'aéronautique
- 1904
- 1905
- 1906
- 1907
- 1908
- 1909
- 1910
- 1911
- 1912

Cet article présente les faits marquants de l'année 1908 en aéronautique.

## Évènements
- Le Russe Sikorsky construit à Kiev son premier hélicoptère.

### Janvier
- 13 janvier : Henri Farman effectue à bord d'un avion Voisin le premier vol officiel en circuit fermé de 1 km au-dessus du terrain d'Issy-les-Moulineaux. Farman améliore également le record de temps de vol : 1 minute et 28 secondes.

### Février
- 8 février : premier vol de l'« Antoinette II » de Levavasseur. À noter que l'« Antoinette I » ne fut jamais expérimentée.

### Mars
- 6 mars: les frères Michelin lancent le Prix Michelin d'aviation récompensant le premier équipage à relier Paris au sommet du Puy de Dôme et la Coupe Michelin Internationale récompensant chaque année l'aviateur ayant parcouru la plus grande distance sans toucher le sol[1].

- 14 mars : le nouveau moteur d'avion des frères Renault est essayé sur le biplan Voisin-Farman n°1 bis.

- 21 mars : à Issy-les-Moulineaux, Henri Farman améliore les records de distance (2004,80 mètres) et de temps de vol (3 minutes et 39 secondes).

- 28 mars : le premier passager de l'histoire de l'aviation est Ernest Archdeacon qui embarque avec Henri Farman à Gand (Belgique).

### Avril
- 11 avril : Delagrange bat les records de distance (3 925 mètres) et de temps de vol (6 minutes et 30 secondes) sur son « Voisin ».

- 30 avril : premier vol en avion en Grande-Bretagne par un pilote britannique : Moore Brabazon, sur un « Delagrange-Farman ».

### Mai
- 13 mai : première liaison radio entre un ballon et le sol aux États-Unis.

- 14 mai : Wilbur Wright embarque un passager. Nombre d'historiens américains considèrent que c'est le premier cas de passager dans l'histoire de l'aviation (cf. 28 mars 1908). Ce même jour, l'un des frères Wright aurait (performance non homologuée) parcouru la distance de 8 050 mètres dans un temps de 7 minutes et 29 secondes. La Fédération Aéronautique Internationale ne prend pas en compte cette performance, comme toutes celles réalisées avant cela par les frères Wright, qui refusent tout contrôle d'homologation.

- 29 mai : le Français Delagrange bat en Italie les records du monde de distance (12,750 km) et de temps de vol (15 minutes et 25 secondes).

### Juin
- 2 juin : le Danois Jacob Ellehammer effectue le premier vol d'un avion en Allemagne.

- 8 juin : Alliott Verdon-Roe réalise un vol de 45 m sur son biplan Roe Biplan n° 1. Il ne sera pas reconnu comme 'premier aviateur britannique' en l'absence de témoins officiels.

### Juillet
- 4 juillet : premier contrôle d'homologation de la Fédération aéronautique internationale (FAI) à l'occasion d'un vol effectué aux États-Unis. Glenn Curtiss réalise un vol d'une minute et 42 secondes sur un avion de sa fabrication.

- 8 juillet : 
  - Thérèse Peltier devient la première femme à quitter le sol à bord d'un aéroplane. Elle est passagère d'un vol de Léon Delagrange à Turin;
  - en tournée aux États-Unis, Henri Farman invente le mot « aileron » : il baptise ainsi les volets en bout d'aile d'avions.

### Août
- 8 août : premier vol de Wilbur Wright au Mans, en France. Ce vol est très attendu par les spécialistes européens de l'aviation, mais c'est une déception… Wilbur Wright réussit un vol d'une minute et quarante-cinq secondes au Mans. On est loin, très loin, des performances proclamées…

- 31 août : premier vol avec passager sur monoplan Antoinette II à Issy-les-Moulineaux.

### Septembre
- 6 septembre : Léon Delagrange bat tous les records de distance et de durée à bord de son biplan Voisin. Il tient l'air 29 minutes et 53 secondes et parcourt 24,40 km.

- 9 septembre : Orville Wright réussit un vol d'une heure, 15 minutes et 20 secondes à Fort Myer aux États-Unis.

- 21 septembre : Wilbur Wright poursuit ses vols au Mans France pour faire homologuer ses performances avec son nouvel appareil, le Wright model A. Il tient l'air pendant 1 heure, 31 minutes et 25 secondes, parcourant 66,6 km. Avec ce vol, Wright fait taire nombre de ses détracteurs européens.

### Octobre
- 3 octobre : Wilbur Wright améliore le record de durée de vol à deux avec M. Frantz Reichel, soit cinquante-cinq minutes et trente-deux secondes 1/5[2].
- 28 octobre : Nouvelle étape pour Wilbur et Orville Wright, qui après avoir réussi à vendre leur aéroplane en France doivent assurer la formation de pilotes sur leur appareil. Ce 28 octobre 1908, Wilbur donne ainsi son tout premier cours, son élève étant Charles de Lambert[3].
- 30 octobre : Henri Farman réalise le premier vol de ville à ville entre Bouy (près de Mourmelon) et Reims, soit 27 km en 20 minutes à 75 km/h et 40 m d'altitude.
- 31 octobre : Henri Farman pilotant un aéroplane biplan Voisin remporte le prix de hauteur de 2500 francs en volant à 30 mètres d'altitude[4].
- 31 octobre : le Français Louis Blériot réalise le tout premier vol de l'histoire de ville à ville, aller-retour, évoluant de Toury à Artenay, avant de repartir vers son point de départ, avec un monoplan Blériot VIII Ter à moteur Antoinette étant en mesure de développer 50 chevaux[5].

### Novembre
- 18 novembre : le prix de la hauteur de l’Aéro-Club de France est remporté par Wilbur Wright, qui a atteint 35 mètres d'altitude avec son aéroplane[6].
- 21 novembre : l'aviateur Château remporte le troisième prix de 200 mètres de l’Aéro-Club de France, après Léon Delagrange et Louis Blériot, grâce à un vol totalisant 316 mètres[7].
- novembre : fondation de l'entreprise britannique des Short Brothers, premier constructeur aéronautique

### Décembre
- En marge du salon de l'auto, tenue du premier salon de l'aviation à Paris.

- 18 décembre : Wilbur Wright réalise à nouveau un vol au Mans en France, mais sans le contrôle des inspecteurs de la FAI à Auvours. L'appareil tient l'air 1 heure, 54 minutes et 53 secondes pour une distance de 99,8 km.

- 28 décembre : fondation du comité du tourisme aérien qui deviendra l'Aéro Touring club de France.

- 31 décembre : Wilbur Wright empoche le prix de 20 000 francs offert par Michelin dans le cadre de la Coupe Michelin Internationale pour récompenser le vol le plus long de l'année : 124,7 km au Camp d'Auvours pour 2 heures, 20 minutes et 23 secondes de temps de vol. Ces performances signées le dernier jour de l'année 1908 sont homologuées par la FAI.

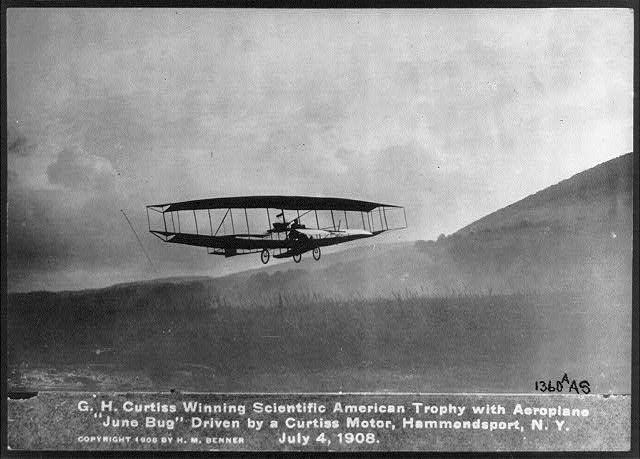
4 juillet : AEA June Bug de Glenn Curtiss
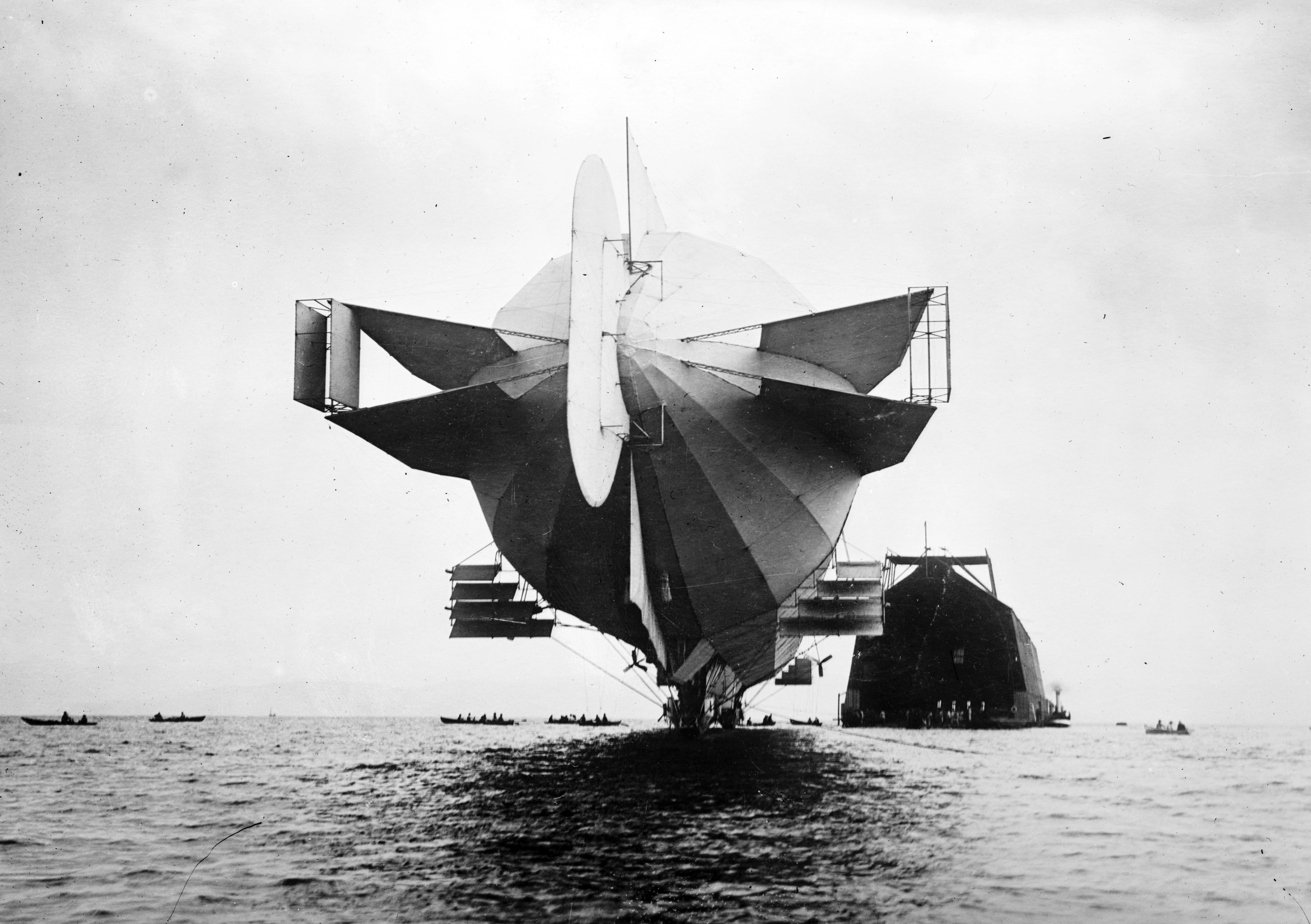
Juillet : Zeppelin sur l'eau
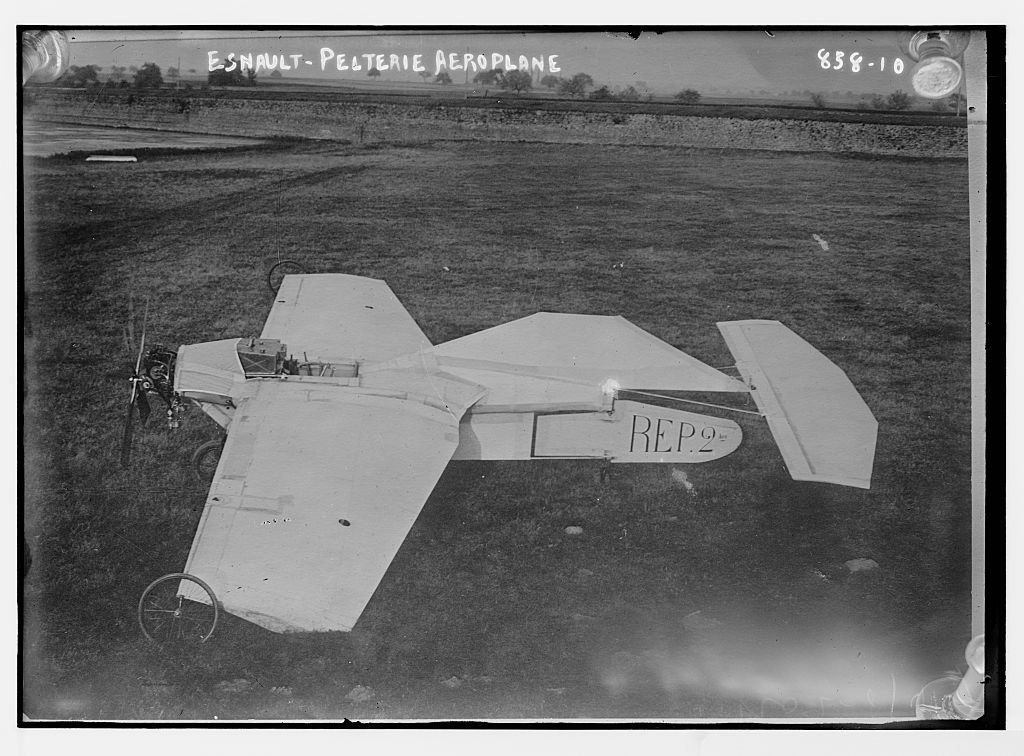
10 octobre : Esnault-Pelterie R.E.P.2
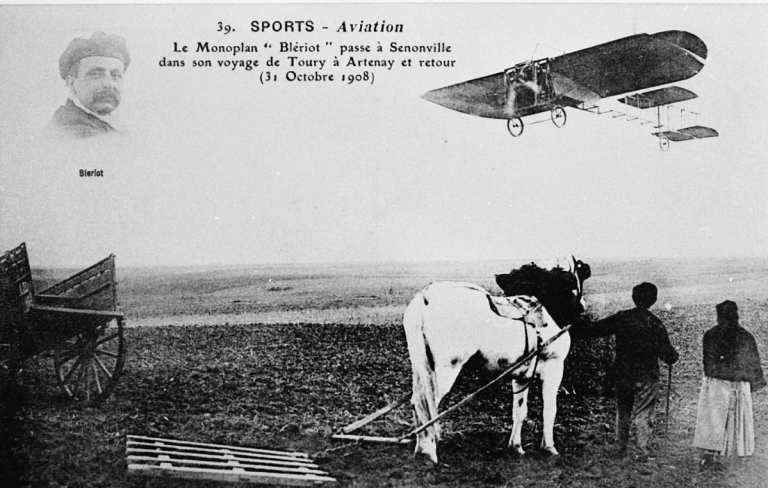
31 octobre : Blériot VIII